# ザーサイ
ザーサイ、ザーツァイ（搾菜、学名：Brassica juncea Var. tumida、中国語表記：榨菜、ジャーツァイ、zhàcài）とはアブラナ科アブラナ属の越年草。また、中国の代表的な漬物のことを指す。

## 植物
ザーサイはカラシナの変種であり、茎の基部がこぶ状に大きく肥大しているのが特徴である。植物としてのザーサイは、中国で「茎瘤芥」（拼音: jīngliújiè）、「棒棒菜」（拼音: bàngbàngcài）などとも呼ばれる。
中国四川省の特産で、台湾でも栽培されている。日本でも茨城県つくば市や、神奈川県三浦市で商業生産されている。主に、こぶのように膨らんだ茎を漬物にして食べる。生野菜として、さらに葉と一緒に漬け込んだたまり漬けとして、中華料理店やスーパーに出荷されている。味はさっぱりとして苦味があり、脂っこい料理に合うと勧められている。

## 漬物

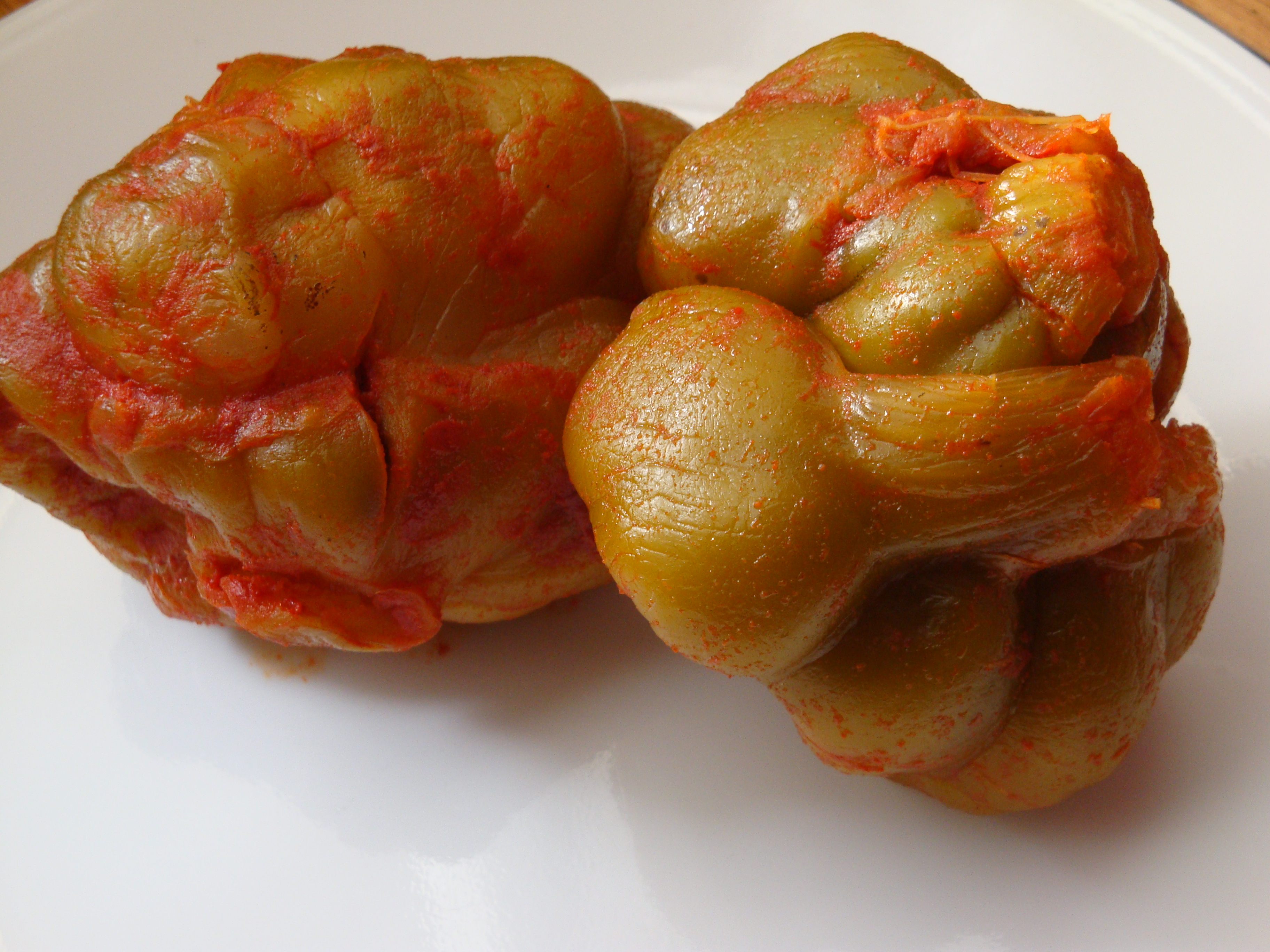
漬け上がった搾菜

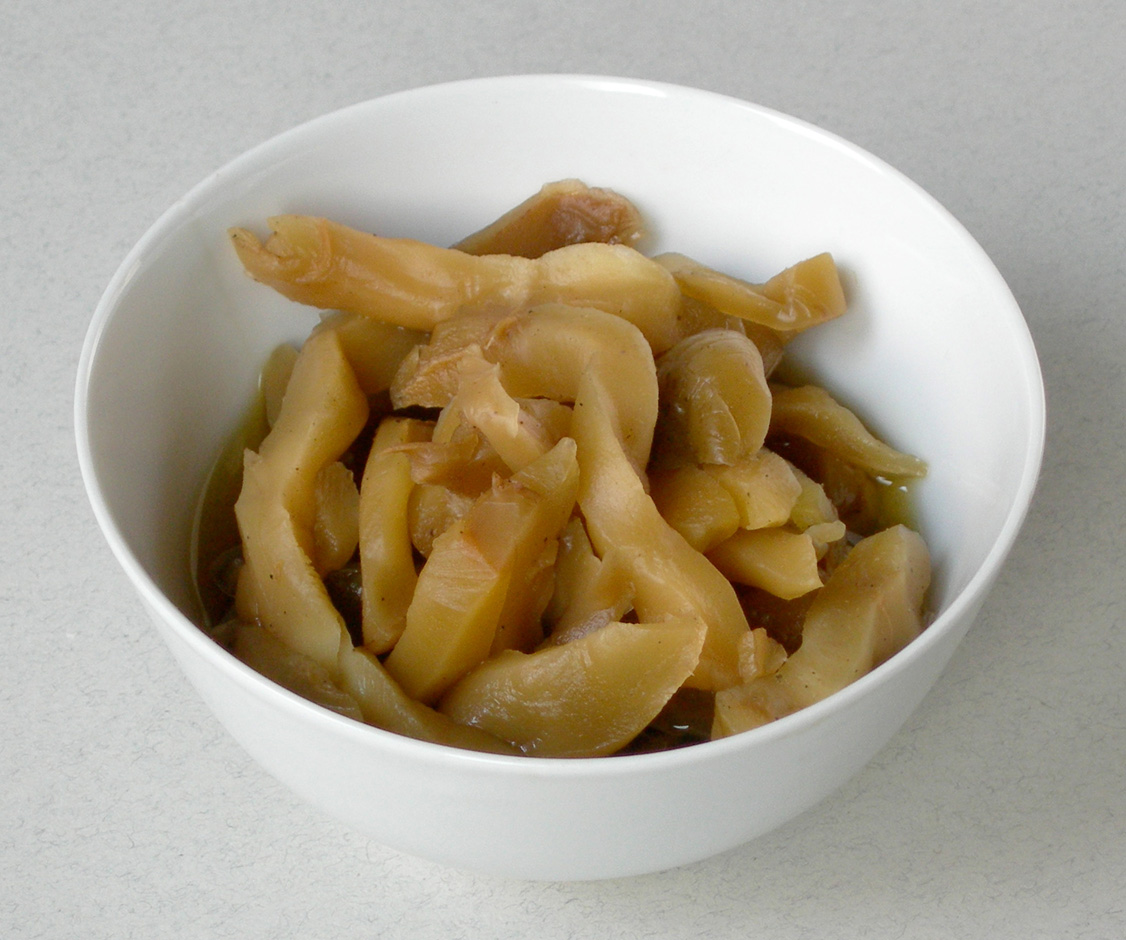
洗って刻み、碗に盛った搾菜

漬物の搾菜（中国語: 榨菜）は宋代の涪州（ふしゅう、拼音: Fúzhōu、現重慶市涪陵区）で作られ始め、1930年頃から当時の四川省涪陵（ふりょう）県特産品として本格的に流通するようになったという比較的歴史の浅い漬物である。多くは重慶市で製造されて特産品として有名であるが、後に浙江省嘉興市海寧市、杭州市蕭山区、広東省四会市、湖南省湘潭市などにも広がり、台湾や日本でも作られている。生産量は年間約20万トンで、うち2万トンが日本に輸出されている。
乳酸発酵させたものと、そうでないものがある。
四川省で生産される搾菜は茴香（ウイキョウ）、肉桂（シナモン）、山椒、唐辛子等のたくさんの香辛料とともに甕で漬け込んだもので、「搾菜」の名前の「搾」の由来も重石をきかせて搾った状態になっていることからきている。現代では単に塩漬けにした商品もある。そのため香辛料で本漬けしたものは「四川搾菜」と呼ばれ区別される。
塩抜きしてから刻んで薬味にしたり、ゴマ油で炒めて食べる。中華粥には欠かせない薬味であり、中華まんや餃子の具にも使われる。酒の肴としても食べられている。中国では、鶏卵とともにスープにしたり、炒め物の具、「榨菜肉絲麵」などの麺料理の具のひとつとしてもよく使われる。
中国では甕に漬けたもののまま流通するほか、大きいままのホール（丸ごと）、スライス、細切りなどの状態で缶詰や真空パックにした商品が流通していて、日本でも中華街や業務用スーパーで入手可能。
日本でも非常に人気のある漬物である。桃屋が1968年（昭和43年）に発売した調味済みの瓶詰め商品が有名で、普及に貢献した。ただし、多くは日本人の好みに合わせて唐辛子の辛みを抑えたマイルドな味付けになっている。
前述の中国・涪陵は世界消費量の半分程度を生産する。桃屋の現地工場を含めて、伝統的な製法では一年ほど熟成させるが、近年は技術進歩により半年程度の熟成で出荷する工場もある。

## 起源についての説
- 三国時代に四川省を統治した蜀漢の諸葛亮が人々にカブの栽培をすすめ、このカブが「諸葛菜」とよばれた。この諸葛菜を漬けたのがザーサイと言われる[6]。